# Етьєн-Жан Жорже
Етьєн-Жан Жорже (фр. Étienne-Jean Georget; 1795, Верну-сюр-Бренн — 1828, Париж) — французький психіатр, фахівець з мономаній, розглянув з патологоанатомічної точки зору делірій й істерію, піонер судової психіатрії.

## Біографія

### Ранні роки й освіта
Етьєн-Жан Жорже родом із міста Вернон-на-Бренні. Вивчав медицину у Турі. У 1816 році приїхав до Парижа, де працював у Сальпетрієрі. Там він був учнем і помічником Філіппа Пінеля й асистентом Ескіроля.

### Подальше життя

#### Мономанії. Портрети душевнохворих Теодора Жеріко
Жорже спеціалізувався на вивченні психопатології, а також переглянув і доопрацював нозологію Пінеля про психічні захворювання, і привніс до неї більше наочності та певності. Він назвав кілька типів мономаній: теоманія (фр. «theomanie», релігійна одержимість), еротоманія, демоманія (фр. demonomanie, одержимість демонами) та поняття мономанія вбивства (фр. homicide monomanie) у якому розглядаються безглузді вбивства. Причому манію він розглядав вужче, ніж Ескіроль, близько до того, що ми розуміємо під словом «маніяк». Дивовижною є його робота саме в останньому напрямку. Він пропонував суддям у відомій «справі вампіра-винороба» 1825 року та ще аналогічним за безглуздістю 4 вбивствам (винороб спочатку припинив спілкування із зовнішнім світом, а потім вбив дівчину та намагався пити кров) розглянути психічний стан засуджених і помістити їх у психлікарню. Захист таких людей навіть у брошурі у ті часи (адже у деяких країнах щойно догоріли багаття інквізиції) був, з погляду громадськості, революційним.
На початку 1820-х він замовив художнику Теодору Жеріко намалювати серію портретів душевнохворих, щоб його студенти могли вивчати риси обличчя «мономанів». Між 1821 та 1824 роком Жеріко створив 10 картин психічно хворих, зокрема викрадача дітей, клептомана («Портрет клептомана»), залежного від азартних ігор і жінки з заздрістю.
Цим Жеріко та Жорже підштовхнули великих письменників романтизму (Мюссе, Жорж Санд і Бальзака) та музикантів (Берліоз) до поширення психопатології на художні й автобіографічні твори.

#### «Трактат про божевілля» (фр.«De la folie»). Прогресивний параліч
Цього ж року у своїй праці «Трактаті про божевілля» (фр. De la folie) (перевидана — Париж, 1972, 2000) він вказує, що ускладнення всіх взагалі психозів паралічем (що було вперше помічено ще Ескіролем) має абсолютно несприятливе прогностичне значення. Таким чином, це був один із перших натяків на опис прогресивного паралічу. Але його не варто перебільшувати. Для Жорже психічні захворювання розміщувалися у головному мозку, але істотно на них могли вплинути й абстрактні «моральні недоліки». Чи відбуваються вони, залежить від моральних недоліків, але пізніше хвороба виділяється на самостійний перебіг — захворювання головного органу. Жорже був у сучасному розумінні психосоматиком, як і Біша. Але його послідовники вже приділятимуть особливу увагу саме походженню психічних захворювань, як хвороб мозку, залишаючи осторонь моральні причини.

#### Гострий делірій. Деменція, манія та меланхолія в інфекційних хворих
Натхненний анатомічними дослідженнями Біша божевільних, у пошуку співвіднесення патологоанатомічних і психопатологічних проявів, він говорить у ньому ж, що ретельне володіння психіатрією є розуміння того, що психічні розлади є результатом органічного захворювання або гострий делірій «délire aigu» симптоматичний. Тобто це ураження інтелекту, мозку, на відміну від світогляду Ескіроля, який вважав, що при делірії уражається сприйняття. Нескоординованість його з мисленням (абстрактним) і веде до галюцинацій. При делірії вони найчастіше зорові. Тож для метафізичної ще психіатрії ідея Етьєна-Жана Жорже була глибокою думкою. Також Жорже виділяв гостру та хронічну форму деменції, гостру та хронічну картини манії та меланхолії в інфекційних хворих.

#### Істерія
У 1821 році Жорже пише 2-томний курс з вивчення фізіології мозку і нервової системи з істотним розділом по істерії. Як і у питанні з делірієм, він, за півстоліття до свого соратника та співвітчизника Ж.-М. Шарко вважав, що:

Розміщення так званих істеричних симптомів у матці здається мені настільки абсурдним і сміховинним, що я занепокоєний битися, поки цій істині не приділять увагу сучасні автори.

На відміну від античних медиків, і багатьох сучасників, основою істерії він вважав головний і спинний мозок. Так, багато жінок із захворюваннями матки, на його досвід, нею не страждали, а після гістеректомії інші, однак, не виліковувалися. Звідси зрозуміло, що вона залежить від статі (те, що з чоловіків вона рідше, залишалося науковою таємницею). Тому невдалий термін варто замінити на «конвульсивну церебропатію», або «нервовий напад». В енциклопедичній статті Жорже 1824 року «істерія» стоїть поряд з «іпохондрією». Тут він взагалі випередив час на понад 150 років. Наприклад, тільки МКБ-10 істерію перейменували у «дисоціативні (конверсійні) розлади» F44 (у МКБ-9 — істеричний невроз 300.11
). Однак Жорже вважав істерію захворюванням нервової системи, а не психічним, адже тоді існувало твердження: «немає божевілля без делірію». Але, працюючи у добу Реставрації, реакційне міністерство внутрішніх справ (яке пізніше допомогло Ескіролю вже за Липневої монархії), під впливом дуже багатьох професорів, визначило ці перші у світі офіційні наукові праці радикальними, матеріалістичними й антиклерикальними. А Етьєн-Жан Жорже надто рано помер, щоб відстояти свої теорії.

#### Словник медицини. Оґюст Конт.Гіпноз
Пізніше він збагатив цінним вмістом усі статті з психіатричних і нервових хвороб у «Словнику медицини» (фр. Dictionnaire de medecine), скороченого суперника «Словника медичних наук» (фр. Dictionnaire des sciences medicales).
Цікавий Жорже і тим, що зі своїм учителем лікував Оґюста Конта саме від діагнозів, над якими він працював: манії, «загального делірію», «перезбудження всіх функцій» і неможливості сконцентруватися. Пацієнт невтішно відгукувався про твори лікаря.
Запам'ятався Жорже, разом з іншими вченими застосуванням у клініці месмеризму-магнетизму — прообразу сучасного гіпнозу.

### Смерть
Помер Етьєн-Жан на 33 році життя від туберкульозу легень.

## Оцінки
Марк С. Мікейл:

Жорже був блискучим клініцистом з талантом ясного уявлення та діагностичного розрізнення. Він також особливо незалежний мислитель. (англ. 'Georget was a brilliant clinician with a gift for lucid exposition and diagnostic discrimination. He was also a notably independent thinker.)

Ю. В. Каннабіх, радянський психіатр в «Історії психіатрии» пише:

талановитий учень Ескіроля.

## Список творів
1. «Трактат про божевілля» (фр. «De la folie»). — 1820.
  1. 9782738483447 «Трактат о помешательстве» (фр. «De la folie»). — L'harmattan, 2000. — ISBN 9782738483447.[недоступне посилання з Сентябрь 2018]